# VR Sm7
Die Triebzüge der finnischen Baureihe Sm7 sind elektrische Triebzüge auf Basis des Stadler Flirt. Sie wurden von VR für den Nahverkehrseinsatz bestellt.

## Geschichte
Nachdem die endgültigen Angebote für die neuen Elektrotriebzüge der Baureihe Sm7 im September 2022 bei VR eingegangen waren, wurde die Bestellung für 20 Züge und die Option für 50 weitere Züge am 24. Oktober 2022 veröffentlicht, der Beschaffungsvertrag mit der Schweizer Firma Stadler Rail wurde am 29. November 2022 unterzeichnet. Der Wert der Bestellung ohne die Option beträgt rund 250 Millionen Euro. Im Vertrag ist zusätzlich eine Instandhaltungskomponente durch den Hersteller enthalten.
Verschiedene Komponenten werden von Stadler Bussnang aus der Schweiz geliefert, die Montage erfolgt in Polen. Die Auslieferung der Serienzüge ist für die Jahre 2026–2028 geplant. Die ersten Züge sollen im Frühjahr 2026 in den Planbetrieb gehen.
Die neuen Züge sollen Sm4-Züge im Schienennahverkehr in der Region Helsinki ab dem Frühjahr 2026 auf den Linien D, R, T und Z ersetzen sowie auf der seit August 2022 bestehenden Linie M im Raum Tampere eingesetzt werden. Die freigewordenen Einheiten sollen wiederum das Aufgabengebiet der Sm2-Züge übernehmen. Sie sind für den Nahverkehr wie auf der Strecke nach Hanko und voraussichtlich auf Strecken ab Oulu vorgesehen.
Eine Ausweitung des Einsatzes auf die Gebiete Turku und Oulu ist möglich, wenn die Elektrifizierung der betreffenden Streckenabschnitte abgeschlossen ist.
Die ersten Sm7 sollten im Frühjahr 2026 den Betrieb aufnehmen. Stadler Rail AG kündigte erhebliche Lieferverzögerungen an. Als Gründe hierfür nennt das Unternehmen unter anderem die Verfügbarkeit von Komponenten und bei der Herstellung von Aluminiumprofilen Hochwasserschäden an Industrieanlagen von Zulieferern.
Der erste Triebzug wurde im Mai 2025 ausgeliefert. Die nächste Projektphase umfasst eine Inbetriebnahme- und Testphase von Sommer 2025 bis Anfang 2026. In dieser Zeit sollen drei weitere Sm7-Züge nach Finnland geliefert werden.

## Technische Daten
Die vierteiligen Züge haben 356 Sitzplätze. Sie unterscheiden sich von den bisher ausgelieferten 81 Sm5-Zügen. Es erfolgen Änderungen aufgrund verschärfter Kollisionsanforderungen, dadurch sind die Triebköpfe massiver und kantiger als beim Vorgängermodell. Die gemeinsamen Jakobs-Drehgestelle sind entfallen, jeder Wagen hat seine eigenen Drehgestelle.
Die Sm7-Züge sind 50 % energieeffizienter als der aktuelle Nahverkehrszugbestand von VR. Die Innenausstattung des Zuges ist anpassbar, zum Beispiel kann die Zahl der Fahrradstellplätze im Sommer erhöht werden. An einigen Sitzplätzen gibt es Tische, um das Arbeiten mit einem Laptop zu erleichtern. Darüber hinaus verfügen die Züge über WLAN und Steckdosen an allen Sitzplätzen sowie geräumige Multifunktionszonen für Kinderwagen, Rollstühle, Fahrräder und Gepäck.
Die Züge sind niederflurig. Es werden offene Glastrennwände im Eingangsbereich eingebaut. Mit Heizgebläsen am Türrahmen soll die Kälte vom Innenraum ferngehalten werden.